# باب دلمن
باب دُلمن (انگلیسی: Bob Dolman; متولد ۲۸ اکتبر ۱۹۴۹)، یک فیلم‌نامه‌نویس، بازیگر، کارگردان و تهیه‌کننده در کانادا است.

## زندگی‌نامه
باب دُلمن در برخی از شبکه‌های تلویزیونی مانند تلویزیون شهر دوم، تلویزیون شهر دوم در شبکه ۹۰ و WKRP in Cincinnati کار کرده‌است. در میان کارهایش، به خاطر بید و دور و دورتر معروف است؛ همچنین خواهران بنگر و چگونگی خوردن کرم سرخ شده را نیز کارگردانی کرده‌است.
باب زمانی با بازیگری به نام آندره‌آ مارتین ازدواج کرده بود. همچنین یک خواهر فوت کرده، به نام نانسی دلمن دارد که یک بازیگر بود و با مارتین شورت ازدواج کرده بود.

## فیلم‌شناسی
- WKRP in Cincinnati (۱۹۸۱) (کار تلویزیونی)
- Little Shots (کار تلویزیونی)
- تلویزیون شهر دوم در شبکه ۹۰ (۱۹۸۱–۱۹۸۳) (کار تلویزیونی)
- تلویزیون شهر دوم (۱۹۸۳–۱۹۸۴) (کار تلویزیونی)
- Cowboy Joe (کار تلویزیونی) (همچنین تهیه‌کنندگی)
- بید (۱۹۸۸)
- دور و دورتر (۱۹۹۲)
- خواهران بانگر (۲۰۰۲) (همچنین کارگردانی و تهیه‌کنندگی)
- Out of Brooklyn (همچنین کارگردانی و تهیه‌کنندگی)